# Fondazione Shoshana
La Fondazione Shoshana è un'organizzazione senza scopo di lucro fondata nel 1986 alla morte di Richard F. Gold, per lungo tempo amministratore sia della New York City Opera che del Chamber Opera Theatre di New York.

## Storia
Il lavoro della fondazione si concentra sull'assistenza ai cantanti d'opera promettenti all'inizio della loro carriera fornendo The Richard F. Gold Career Grant a giovani cantanti nominati dalla loro scuola di musica e dal programma di apprendistato operistico.
Le scuole di musica attualmente coinvolte nel programma di borse di studio comprendono la Juilliard School Opera Center, la Manhattan School of Music e il Mannes College of Music, tra le altre. I programmi di apprendistato operistico includono l'Opera di Chicago di Chicago, la Houston Grand Opera, la San Francisco Opera, la New York City Opera, la Glimmerglass Opera e la Wolf Trap Opera Company.
I vincitori sono invitati a tenere almeno un'esibizione di beneficenza nell'anno successivo alla vincita del loro premio, le cui spese sono sostenute dalla fondazione.

## Assegnatari
I vincitori di The Richard F. Gold Career Grant comprendono, tra gli altri:
- Renée Fleming (1987)
- Denyce Graves (1989)
- Brian Asawa (1991)
- Christine Goerke (1993)
- David Daniels (1994)
- Stephanie Blythe (1995)
- Chad Shelton (1997)
- Stephanie Novacek (1997)
- Michael Maniaci (2002)
- Kate Lindsey (2007)